# Aspidiophorus lilloensis
Aspidiophorus lilloensis är en djurart som tillhör fylumet bukhårsdjur, och som beskrevs av Luis E. Grosso och Dragh 1983. Aspidiophorus lilloensis ingår i släktet Aspidiophorus och familjen Chaetonotidae. Inga underarter finns listade i Catalogue of Life.